# IC 2495
IC 2495 је спирална галаксија у сазвјежђу Лав која се налази на листи објеката дубоког неба у Индекс каталогу.
Деклинација објекта је + 28° 3' 29" а ректасцензија 9h 38m 7,4s. Привидна величина (магнитуда) објекта IC 2495 износи 14,0 а фотографска магнитуда 14,8. IC 2495 је још познат и под ознакама MCG 5-23-23, CGCG 152-42, PGC 27455.